# Lista över medaljörer vid olympiska vinterspelen 2018
Detta är en lista över medaljörer vid olympiska vinterspelen 2018 som arrangerades i Pyeongchang, Sydkorea 9–25 februari 2018.
Se även medaljtabellen: Medaljfördelning vid olympiska vinterspelen 2018

## Alpin skidåkning
Damer
| Gren                    | Guld                     | Guld                     | Silver                   | Silver                   | Brons                         | Brons                         |
| ----------------------- | ------------------------ | ------------------------ | ------------------------ | ------------------------ | ----------------------------- | ----------------------------- |
| Kombination Detaljer... | Michelle Gisin Schweiz   | Michelle Gisin Schweiz   | Mikaela Shiffrin USA     | Mikaela Shiffrin USA     | Wendy Holdener Schweiz        | Wendy Holdener Schweiz        |
| Slalom Detaljer...      | Frida Hansdotter Sverige | Frida Hansdotter Sverige | Wendy Holdener Schweiz   | Wendy Holdener Schweiz   | Katharina Gallhuber Österrike | Katharina Gallhuber Österrike |
| Storslalom Detaljer...  | Mikaela Shiffrin USA     | Mikaela Shiffrin USA     | Ragnhild Mowinckel Norge | Ragnhild Mowinckel Norge | Federica Brignone Italien     | Federica Brignone Italien     |
| Störtlopp Detaljer...   | Sofia Goggia Italien     | Sofia Goggia Italien     | Ragnhild Mowinckel Norge | Ragnhild Mowinckel Norge | Lindsey Vonn USA              | Lindsey Vonn USA              |
| Super-G Detaljer...     | Ester Ledecká Tjeckien   | Ester Ledecká Tjeckien   | Anna Veith Österrike     | Anna Veith Österrike     | Tina Weirather Liechtenstein  | Tina Weirather Liechtenstein  |

Herrar
| Gren                    | Guld                      | Guld                      | Silver                      | Silver                      | Brons                           | Brons                           |
| ----------------------- | ------------------------- | ------------------------- | --------------------------- | --------------------------- | ------------------------------- | ------------------------------- |
| Kombination Detaljer... | Marcel Hirscher Österrike | Marcel Hirscher Österrike | Alexis Pinturault Frankrike | Alexis Pinturault Frankrike | Victor Muffat-Jeandet Frankrike | Victor Muffat-Jeandet Frankrike |
| Slalom Detaljer...      | André Myhrer Sverige      | André Myhrer Sverige      | Ramon Zenhäusern Schweiz    | Ramon Zenhäusern Schweiz    | Michael Matt Österrike          | Michael Matt Österrike          |
| Storslalom Detaljer...  | Marcel Hirscher Österrike | Marcel Hirscher Österrike | Henrik Kristoffersen Norge  | Henrik Kristoffersen Norge  | Alexis Pinturault Frankrike     | Alexis Pinturault Frankrike     |
| Störtlopp Detaljer...   | Aksel Lund Svindal Norge  | Aksel Lund Svindal Norge  | Kjetil Jansrud Norge        | Kjetil Jansrud Norge        | Beat Feuz Schweiz               | Beat Feuz Schweiz               |
| Super-G Detaljer...     | Matthias Mayer Österrike  | Matthias Mayer Österrike  | Beat Feuz Schweiz           | Beat Feuz Schweiz           | Kjetil Jansrud Norge            | Kjetil Jansrud Norge            |

Mix
| Gren                   | Guld                                                                             | Guld                                                                             | Silver | Silver | Brons | Brons |
| ---------------------- | -------------------------------------------------------------------------------- | -------------------------------------------------------------------------------- | --- | --- | --- | --- |
| Lagtävling Detaljer... | Schweiz Luca Aerni Denise Feierabend Wendy Holdener Daniel Yule Ramon Zenhäusern | Schweiz Luca Aerni Denise Feierabend Wendy Holdener Daniel Yule Ramon Zenhäusern | Österrike Stephanie Brunner Manuel Feller Katharina Gallhuber Katharina Liensberger Michael Matt Marco Schwarz | Österrike Stephanie Brunner Manuel Feller Katharina Gallhuber Katharina Liensberger Michael Matt Marco Schwarz | Norge Sebastian Foss-Solevåg Nina Haver-Løseth Leif Kristian Nestvold-Haugen Kristin Lysdahl Jonathan Nordbotten Maren Skjøld | Norge Sebastian Foss-Solevåg Nina Haver-Løseth Leif Kristian Nestvold-Haugen Kristin Lysdahl Jonathan Nordbotten Maren Skjøld |

## Backhoppning
Damer
| Gren                    | Guld               | Guld               | Silver                     | Silver                     | Brons                | Brons                |
| ----------------------- | ------------------ | ------------------ | -------------------------- | -------------------------- | -------------------- | -------------------- |
| Normalbacke Detaljer... | Maren Lundby Norge | Maren Lundby Norge | Katharina Althaus Tyskland | Katharina Althaus Tyskland | Sara Takanashi Japan | Sara Takanashi Japan |

Herrar
| Gren                    | Guld                                                                            | Guld                                                                            | Silver                                                               | Silver                                                               | Brons                                                  | Brons                                                  |
| ----------------------- | ------------------------------------------------------------------------------- | ------------------------------------------------------------------------------- | -------------------------------------------------------------------- | -------------------------------------------------------------------- | ------------------------------------------------------ | ------------------------------------------------------ |
| Normalbacke Detaljer... | Andreas Wellinger Tyskland                                                      | Andreas Wellinger Tyskland                                                      | Johann André Forfang Norge                                           | Johann André Forfang Norge                                           | Robert Johansson Norge                                 | Robert Johansson Norge                                 |
| Stor backe Detaljer...  | Kamil Stoch Polen                                                               | Kamil Stoch Polen                                                               | Andreas Wellinger Tyskland                                           | Andreas Wellinger Tyskland                                           | Robert Johansson Norge                                 | Robert Johansson Norge                                 |
| Lagtävling Detaljer...  | Norge Daniel-André Tande Andreas Stjernen Johann André Forfang Robert Johansson | Norge Daniel-André Tande Andreas Stjernen Johann André Forfang Robert Johansson | Tyskland Karl Geiger Stephan Leyhe Richard Freitag Andreas Wellinger | Tyskland Karl Geiger Stephan Leyhe Richard Freitag Andreas Wellinger | Polen Maciej Kot Stefan Hula Dawid Kubacki Kamil Stoch | Polen Maciej Kot Stefan Hula Dawid Kubacki Kamil Stoch |

## Bob
| Gren                           | Guld                                                                               | Guld                                                                               | Silver | Silver | Brons                                    | Brons                                    |
| ------------------------------ | ---------------------------------------------------------------------------------- | ---------------------------------------------------------------------------------- | --- | --- | ---------------------------------------- | ---------------------------------------- |
| Damernas tvåmanna Detaljer...  | Tyskland Mariama Jamanka Lisa Buckwitz                                             | Tyskland Mariama Jamanka Lisa Buckwitz                                             | USA Elana Meyers Taylor Lauren Gibbs                                                                                           | USA Elana Meyers Taylor Lauren Gibbs                                                                                           | Kanada Kaillie Humphries Phylicia George | Kanada Kaillie Humphries Phylicia George |
| Herrarnas tvåmanna Detaljer... | Kanada Justin Kripps Alexander Kopacz Tyskland Francesco Friedrich Thorsten Margis | Kanada Justin Kripps Alexander Kopacz Tyskland Francesco Friedrich Thorsten Margis | | | Lettland Oskars Melbārdis Jānis Strenga  | Lettland Oskars Melbārdis Jānis Strenga  |
| Herrarnas fyrmanna Detaljer... | Tyskland Francesco Friedrich Candy Bauer Martin Grothkopp Thorsten Margis          | Tyskland Francesco Friedrich Candy Bauer Martin Grothkopp Thorsten Margis          | Sydkorea Won Yun-jong Jun Jung-lin Seo Young-woo Kim Dong-hyun Tyskland Nico Walther Kevin Kuske Alexander Rödiger Eric Franke | Sydkorea Won Yun-jong Jun Jung-lin Seo Young-woo Kim Dong-hyun Tyskland Nico Walther Kevin Kuske Alexander Rödiger Eric Franke |                                          |                                          |

## Curling
| Gren                            | Guld                                                                                | Guld                                                                                | Silver                                                                           | Silver                                                                           | Brons                                                                            | Brons                                                                            |
| ------------------------------- | ----------------------------------------------------------------------------------- | ----------------------------------------------------------------------------------- | -------------------------------------------------------------------------------- | -------------------------------------------------------------------------------- | -------------------------------------------------------------------------------- | -------------------------------------------------------------------------------- |
| Damernas turnering Detaljer...  | Sverige Anna Hasselborg Sara McManus Agnes Knochenhauer Sofia Mabergs Jennie Wåhlin | Sverige Anna Hasselborg Sara McManus Agnes Knochenhauer Sofia Mabergs Jennie Wåhlin | Sydkorea Kim Eun-jung Kim Kyeong-ae Kim Seon-yeong Kim Yeong-mi Kim Cho-hi       | Sydkorea Kim Eun-jung Kim Kyeong-ae Kim Seon-yeong Kim Yeong-mi Kim Cho-hi       | Japan Satsuki Fujisawa Chinami Yoshida Yumi Suzuki Yurika Yoshida Mari Motohashi | Japan Satsuki Fujisawa Chinami Yoshida Yumi Suzuki Yurika Yoshida Mari Motohashi |
| Herrarnas turnering Detaljer... | USA John Shuster Tyler George Matt Hamilton John Landsteiner Joe Polo               | USA John Shuster Tyler George Matt Hamilton John Landsteiner Joe Polo               | Sverige Niklas Edin Oskar Eriksson Rasmus Wranå Christoffer Sundgren Henrik Leek | Sverige Niklas Edin Oskar Eriksson Rasmus Wranå Christoffer Sundgren Henrik Leek | Schweiz Peter de Cruz Benoît Schwarz Claudio Pätz Valentin Tanner Dominik Märki  | Schweiz Peter de Cruz Benoît Schwarz Claudio Pätz Valentin Tanner Dominik Märki  |
| Mixed dubbel Detaljer...        | Kanada Kaitlyn Lawes John Morris                                                    | Kanada Kaitlyn Lawes John Morris                                                    | Schweiz Jenny Perret Martin Rios                                                 | Schweiz Jenny Perret Martin Rios                                                 | Norge Kristin Skaslien Magnus Nedregotten                                        | Norge Kristin Skaslien Magnus Nedregotten                                        |

## Freestyle
Damer
| Gren                   | Guld                      | Guld                      | Silver                         | Silver                         | Brons                       | Brons                       |
| ---------------------- | ------------------------- | ------------------------- | ------------------------------ | ------------------------------ | --------------------------- | --------------------------- |
| Halfpipe Detaljer...   | Cassie Sharpe Kanada      | Cassie Sharpe Kanada      | Marie Martinod Frankrike       | Marie Martinod Frankrike       | Brita Sigourney USA         | Brita Sigourney USA         |
| Hopp Detaljer...       | Hanna Huskova Belarus     | Hanna Huskova Belarus     | Zhang Xin Kina                 | Zhang Xin Kina                 | Kong Fanyu Kina             | Kong Fanyu Kina             |
| Puckelpist Detaljer... | Perrine Laffont Frankrike | Perrine Laffont Frankrike | Justine Dufour-Lapointe Kanada | Justine Dufour-Lapointe Kanada | Julija Galysjeva Kazakstan  | Julija Galysjeva Kazakstan  |
| Skicross Detaljer...   | Kelsey Serwa Kanada       | Kelsey Serwa Kanada       | Brittany Phelan Kanada         | Brittany Phelan Kanada         | Fanny Smith Schweiz         | Fanny Smith Schweiz         |
| Slopestyle Detaljer... | Sarah Höfflin Schweiz     | Sarah Höfflin Schweiz     | Mathilde Gremaud Schweiz       | Mathilde Gremaud Schweiz       | Isabel Atkin Storbritannien | Isabel Atkin Storbritannien |

Herrar
| Gren                   | Guld                        | Guld                        | Silver                     | Silver                     | Brons                                           | Brons                                           |
| ---------------------- | --------------------------- | --------------------------- | -------------------------- | -------------------------- | ----------------------------------------------- | ----------------------------------------------- |
| Halfpipe Detaljer...   | David Wise USA              | David Wise USA              | Alex Ferreira USA          | Alex Ferreira USA          | Nico Porteous Nya Zeeland                       | Nico Porteous Nya Zeeland                       |
| Hopp Detaljer...       | Oleksandr Abramenko Ukraina | Oleksandr Abramenko Ukraina | Jia Zongyang Kina          | Jia Zongyang Kina          | Ilja Burov Olympiska idrottare från Ryssland    | Ilja Burov Olympiska idrottare från Ryssland    |
| Puckelpist Detaljer... | Mikaël Kingsbury Kanada     | Mikaël Kingsbury Kanada     | Matt Graham Australien     | Matt Graham Australien     | Daichi Hara Japan                               | Daichi Hara Japan                               |
| Skicross Detaljer...   | Brady Leman Kanada          | Brady Leman Kanada          | Marc Bischofberger Schweiz | Marc Bischofberger Schweiz | Sergej Ridzik Olympiska idrottare från Ryssland | Sergej Ridzik Olympiska idrottare från Ryssland |
| Slopestyle Detaljer... | Øystein Bråten Norge        | Øystein Bråten Norge        | Nick Goepper USA           | Nick Goepper USA           | Alex Beaulieu-Marchand Kanada                   | Alex Beaulieu-Marchand Kanada                   |

## Hastighetsåkning på skridskor
0TR0 = Banrekord
0OR0 = Olympiskt rekord
Damer
| Gren                    | Guld                                                   | Guld         | Silver                                                                     | Silver  | Brons                                                              | Brons   |
| 500 meter Detaljer...   | Nao Kodaira Japan                                      | 36,94 0OR0   | Lee Sang-hwa Sydkorea                                                      | 37,33   | Karolína Erbanová Tjeckien                                         | 37,34   |
| 1 000 meter Detaljer... | Jorien ter Mors Nederländerna                          | 1.13,56 0OR0 | Nao Kodaira Japan                                                          | 1.13,82 | Miho Takagi Japan                                                  | 1.13,98 |
| 1 500 meter Detaljer... | Ireen Wüst Nederländerna                               | 1.54,35      | Miho Takagi Japan                                                          | 1.54,55 | Marrit Leenstra Nederländerna                                      | 1.55,26 |
| 3 000 meter Detaljer... | Carlijn Achtereekte Nederländerna                      | 3.59,21      | Ireen Wüst Nederländerna                                                   | 3.59,29 | Antoinette de Jong Nederländerna                                   | 4.00,02 |
| 5 000 meter Detaljer... | Esmee Visser Nederländerna                             | 6.50,23      | Martina Sáblíková Tjeckien                                                 | 6.51,85 | Natalja Voronina Olympiska idrottare från Ryssland                 | 6.53,98 |
| Masstart Detaljer...    | Nana Takagi Japan                                      | 60p          | Kim Bo-reum Sydkorea                                                       | 40p     | Irene Schouten Nederländerna                                       | 20p     |
| Lagtempo Detaljer...    | Japan Miho Takagi Ayano Sato Nana Takagi Ayaka Kikuchi | 2.53,89 0OR0 | Nederländerna Marrit Leenstra Ireen Wüst Antoinette de Jong Lotte van Beek | 2.55,48 | USA Heather Bergsma Brittany Bowe Mia Manganello Carlijn Schoutens | 2.59,27 |

Herrar
| Gren                     | Guld                                                                           | Guld          | Silver                                             | Silver   | Brons                                                                | Brons    |
| 500 meter Detaljer...    | Håvard Lorentzen Norge                                                         | 34,41 0OR0    | Cha Min-kyu Sydkorea                               | 34,42    | Gao Tingyu Kina                                                      | 34,65    |
| 1 000 meter Detaljer...  | Kjeld Nuis Nederländerna                                                       | 1.07,95 0TR0  | Håvard Lorentzen Norge                             | 1.07,99  | Kim Tae-yun Sydkorea                                                 | 1.08,22  |
| 1 500 meter Detaljer...  | Kjeld Nuis Nederländerna                                                       | 1.44,01       | Patrick Roest Nederländerna                        | 1.44,86  | Kim Min-soek Sydkorea                                                | 1.44,93  |
| 5 000 meter Detaljer...  | Sven Kramer Nederländerna                                                      | 6.09,76 0OR0  | Ted-Jan Bloemen Kanada                             | 6.11,616 | Sverre Lunde Pedersen Norge                                          | 6.11,618 |
| 10 000 meter Detaljer... | Ted-Jan Bloemen Kanada                                                         | 12.39,77 0OR0 | Jorrit Bergsma Nederländerna                       | 12.41,98 | Nicola Tumolero Italien                                              | 12.54,32 |
| Masstart Detaljer...     | Lee Seung-hoon Sydkorea                                                        | 60p           | Bart Swings Belgien                                | 40p      | Koen Verweij Nederländerna                                           | 20p      |
| Lagtempo Detaljer...     | Norge Håvard Bøkko Sindre Henriksen Simen Spieler Nilsen Sverre Lunde Pedersen | 3.37,32       | Sydkorea Lee Seung-hoon Chung Jae-won Kim Min-seok | 3.38,52  | Nederländerna Jan Blokhuijsen Sven Kramer Patrick Roest Koen Verweij | 3.38,40  |

## Ishockey
| Turnering          | Guld | Guld | Silver | Silver | Brons | Brons |
| Damer Detaljer...  | USA Lee Stecklein Cayla Barnes Megan Keller Kali Flanagan Monique Lamoureux Emily Pfalzer Meghan Duggan Haley Skarupa Kelly Pannek Brianna Decker Jocelyne Lamoureux Gigi Marvin Hannah Brandt Hilary Knight Kacey Bellamy Sidney Morin Dani Cameranesi Kendall Coyne Amanda Kessel Nicole Hensley Alex Rigsby Maddie Rooney Amanda Pelkey | USA Lee Stecklein Cayla Barnes Megan Keller Kali Flanagan Monique Lamoureux Emily Pfalzer Meghan Duggan Haley Skarupa Kelly Pannek Brianna Decker Jocelyne Lamoureux Gigi Marvin Hannah Brandt Hilary Knight Kacey Bellamy Sidney Morin Dani Cameranesi Kendall Coyne Amanda Kessel Nicole Hensley Alex Rigsby Maddie Rooney Amanda Pelkey | Kanada Shannon Szabados Meghan Agosta Jocelyne Larocque Brigette Lacquette Lauriane Rougeau Rebecca Johnston Laura Stacey Laura Fortino Jenn Wakefield Jillian Saulnier Meaghan Mikkelson Renata Fast Mélodie Daoust Bailey Bram Brianne Jenner Sarah Nurse Haley Irwin Natalie Spooner Emily Clark Marie-Philip Poulin Geneviève Lacasse Ann-Renée Desbiens Blayre Turnbull | Kanada Shannon Szabados Meghan Agosta Jocelyne Larocque Brigette Lacquette Lauriane Rougeau Rebecca Johnston Laura Stacey Laura Fortino Jenn Wakefield Jillian Saulnier Meaghan Mikkelson Renata Fast Mélodie Daoust Bailey Bram Brianne Jenner Sarah Nurse Haley Irwin Natalie Spooner Emily Clark Marie-Philip Poulin Geneviève Lacasse Ann-Renée Desbiens Blayre Turnbull | Finland Eveliina Suonpää Isa Rahunen Rosa Lindstedt Jenni Hiirikoski Mira Jalosuo Ella Viitasuo Venla Hovi Linda Välimäki Annina Rajahuhta Riikka Välilä Minnamari Tuominen Meeri Räisänen Petra Nieminen Emma Nuutinen Sanni Hakala Noora Tulus Sara Säkkinen Saila Saari Michelle Karvinen Noora Räty Tanja Niskanen Susanna Tapani Ronja Savolainen        | Finland Eveliina Suonpää Isa Rahunen Rosa Lindstedt Jenni Hiirikoski Mira Jalosuo Ella Viitasuo Venla Hovi Linda Välimäki Annina Rajahuhta Riikka Välilä Minnamari Tuominen Meeri Räisänen Petra Nieminen Emma Nuutinen Sanni Hakala Noora Tulus Sara Säkkinen Saila Saari Michelle Karvinen Noora Räty Tanja Niskanen Susanna Tapani Ronja Savolainen        |
| Herrar Detaljer... | Olympiska idrottare från Ryssland Artiom Zub Vladislav Gavrikov Ivan Telegin Sergej Moziakin Sergej Andronov Pavel Datsiuk Sergej Kalinin Michail Grigorenko Vjatjeslav Vojnov Andrej Zubarev Ilja Kablukov Igor Sjestiorkin Ilja Sorokin Jegor Jakovlev Sergej Sjirokov Aleksej Martjenko Bogdan Kiselevitj Ilja Kovaltjuk Nikolaj Prochorkin Kirill Kaprizov Vasilij Kosjetjkin Vadim Sjipatjov Nikita Nesterov Aleksandr Barabanov Nikita Gusev | Olympiska idrottare från Ryssland Artiom Zub Vladislav Gavrikov Ivan Telegin Sergej Moziakin Sergej Andronov Pavel Datsiuk Sergej Kalinin Michail Grigorenko Vjatjeslav Vojnov Andrej Zubarev Ilja Kablukov Igor Sjestiorkin Ilja Sorokin Jegor Jakovlev Sergej Sjirokov Aleksej Martjenko Bogdan Kiselevitj Ilja Kovaltjuk Nikolaj Prochorkin Kirill Kaprizov Vasilij Kosjetjkin Vadim Sjipatjov Nikita Nesterov Aleksandr Barabanov Nikita Gusev | Tyskland Daryl Boyle Christian Ehrhoff Brooks Macek Marcus Kink Matthias Plachta Frank Mauer Danny aus den Birken Yannic Seidenberg Patrick Reimer Björn Krupp Jonas Müller Yasin Ehliz Gerrit Fauser Dennis Endras Frank Hördler Patrick Hager Timo Pielmeier Felix Schütz Marcel Goc Dominik Kahun Sinan Akdag Leonhard Pföderl David Wolf Moritz Müller Marcel Noebels    | Tyskland Daryl Boyle Christian Ehrhoff Brooks Macek Marcus Kink Matthias Plachta Frank Mauer Danny aus den Birken Yannic Seidenberg Patrick Reimer Björn Krupp Jonas Müller Yasin Ehliz Gerrit Fauser Dennis Endras Frank Hördler Patrick Hager Timo Pielmeier Felix Schütz Marcel Goc Dominik Kahun Sinan Akdag Leonhard Pföderl David Wolf Moritz Müller Marcel Noebels    | Kanada Karl Stollery Chris Lee Chay Genoway Gilbert Brulé Wojtek Wolski Derek Roy Chris Kelly Rob Klinkhammer Brandon Kozun Quinton Howden Rene Bourque Marc-André Gragnani Andrew Ebbett Mason Raymond Eric O'Dell Stefan Elliott Cody Goloubef Ben Scrivens Kevin Poulin Justin Peters Mat Robinson Maxim Lapierre Maxim Noreau Linden Vey Christian Thomas | Kanada Karl Stollery Chris Lee Chay Genoway Gilbert Brulé Wojtek Wolski Derek Roy Chris Kelly Rob Klinkhammer Brandon Kozun Quinton Howden Rene Bourque Marc-André Gragnani Andrew Ebbett Mason Raymond Eric O'Dell Stefan Elliott Cody Goloubef Ben Scrivens Kevin Poulin Justin Peters Mat Robinson Maxim Lapierre Maxim Noreau Linden Vey Christian Thomas |

## Konståkning
| Gren                               | Guld | Guld | Silver | Silver | Brons | Brons |
| ---------------------------------- | --- | --- | --- | --- | --- | --- |
| Damernas singelåkning Detaljer...  | Alina Zagitova Olympiska idrottare från Ryssland                                                             | Alina Zagitova Olympiska idrottare från Ryssland                                                             | Jevgenija Medvedeva Olympiska idrottare från Ryssland | Jevgenija Medvedeva Olympiska idrottare från Ryssland | Kaetlyn Osmond Kanada | Kaetlyn Osmond Kanada |
| Herrarnas singelåkning Detaljer... | Yuzuru Hanyu Japan                                                                                           | Yuzuru Hanyu Japan                                                                                           | Shoma Uno Japan | Shoma Uno Japan | Javier Fernández Spanien | Javier Fernández Spanien |
| Isdans Detaljer...                 | Kanada Tessa Virtue Scott Moir                                                                               | Kanada Tessa Virtue Scott Moir                                                                               | Frankrike Gabriella Papadakis Guillaume Cizeron | Frankrike Gabriella Papadakis Guillaume Cizeron | USA Maia Shibutani Alex Shibutani                                                                                             | USA Maia Shibutani Alex Shibutani                                                                                             |
| Paråkning, friåkning Detaljer...   | Tyskland Aljona Savchenko Bruno Massot                                                                       | Tyskland Aljona Savchenko Bruno Massot                                                                       | Kina Sui Wenjing Han Cong | Kina Sui Wenjing Han Cong | Kanada Meagan Duhamel Eric Radford                                                                                            | Kanada Meagan Duhamel Eric Radford                                                                                            |
| Lagtävling Detaljer...             | Kanada Patrick Chan Kaetlyn Osmond Gabrielle Daleman Meagan Duhamel / Eric Radford Tessa Virtue / Scott Moir | Kanada Patrick Chan Kaetlyn Osmond Gabrielle Daleman Meagan Duhamel / Eric Radford Tessa Virtue / Scott Moir | Olympiska idrottare från Ryssland Michail Koljada Jevgenija Medvedeva Alina Zagitova Jevgenija Tarasova / Vladimir Morozov Natalja Zabijako / Aleksandr Enbert Jekaterina Bobrova / Dmitrij Solovjov | Olympiska idrottare från Ryssland Michail Koljada Jevgenija Medvedeva Alina Zagitova Jevgenija Tarasova / Vladimir Morozov Natalja Zabijako / Aleksandr Enbert Jekaterina Bobrova / Dmitrij Solovjov | USA Nathan Chen Adam Rippon Bradie Tennell Mirai Nagasu Alexa Scimeca Knierim / Chris Knierim Maia Shibutani / Alex Shibutani | USA Nathan Chen Adam Rippon Bradie Tennell Mirai Nagasu Alexa Scimeca Knierim / Chris Knierim Maia Shibutani / Alex Shibutani |

## Längdskidåkning
Damer
| Gren                                      | Guld                                                                                  | Guld                                                                                  | Silver                                                         | Silver                                                         | Brons | Brons |
| ----------------------------------------- | ------------------------------------------------------------------------------------- | ------------------------------------------------------------------------------------- | -------------------------------------------------------------- | -------------------------------------------------------------- | --- | --- |
| Sprint, klassisk stil Detaljer...         | Stina Nilsson Sverige                                                                 | Stina Nilsson Sverige                                                                 | Maiken Caspersen Falla Norge                                   | Maiken Caspersen Falla Norge                                   | Julija Belorukova Olympiska idrottare från Ryssland                                                         | Julija Belorukova Olympiska idrottare från Ryssland                                                         |
| Sprintstafett, fristil Detaljer...        | USA Jessie Diggins Kikkan Randall                                                     | USA Jessie Diggins Kikkan Randall                                                     | Sverige Stina Nilsson Charlotte Kalla                          | Sverige Stina Nilsson Charlotte Kalla                          | Norge Marit Bjørgen Maiken Caspersen Falla                                                                  | Norge Marit Bjørgen Maiken Caspersen Falla                                                                  |
| 10 km fristil Detaljer...                 | Ragnhild Haga Norge                                                                   | Ragnhild Haga Norge                                                                   | Charlotte Kalla Sverige                                        | Charlotte Kalla Sverige                                        | Marit Bjørgen Norge Krista Pärmäkoski Finland                                                               | Marit Bjørgen Norge Krista Pärmäkoski Finland                                                               |
| Skiathlon, 15 km Detaljer...              | Charlotte Kalla Sverige                                                               | Charlotte Kalla Sverige                                                               | Marit Bjørgen Norge                                            | Marit Bjørgen Norge                                            | Krista Pärmäkoski Finland                                                                                   | Krista Pärmäkoski Finland                                                                                   |
| Stafett, 4 × 5 km Detaljer...             | Norge Ingvild Flugstad Østberg Astrid Uhrenholdt Jacobsen Ragnhild Haga Marit Bjørgen | Norge Ingvild Flugstad Østberg Astrid Uhrenholdt Jacobsen Ragnhild Haga Marit Bjørgen | Sverige Anna Haag Charlotte Kalla Ebba Andersson Stina Nilsson | Sverige Anna Haag Charlotte Kalla Ebba Andersson Stina Nilsson | Olympiska idrottare från Ryssland Natalja Neprjajeva Julija Belorukova Anastasija Sedova Anna Netjajevskaja | Olympiska idrottare från Ryssland Natalja Neprjajeva Julija Belorukova Anastasija Sedova Anna Netjajevskaja |
| 30 km klassisk stil, masstart Detaljer... | Marit Bjørgen Norge                                                                   | Marit Bjørgen Norge                                                                   | Krista Pärmäkoski Finland                                      | Krista Pärmäkoski Finland                                      | Stina Nilsson Sverige                                                                                       | Stina Nilsson Sverige                                                                                       |

Herrar
| Gren                                      | Guld                                                                                    | Guld                                                                                    | Silver                                                                                               | Silver                                                                                               | Brons                                                                              | Brons                                                                              |
| ----------------------------------------- | --------------------------------------------------------------------------------------- | --------------------------------------------------------------------------------------- | --- | --- | ---------------------------------------------------------------------------------- | ---------------------------------------------------------------------------------- |
| Sprint, klassisk stil Detaljer...         | Johannes Høsflot Klæbo Norge                                                            | Johannes Høsflot Klæbo Norge                                                            | Federico Pellegrino Italien                                                                          | Federico Pellegrino Italien                                                                          | Aleksandr Bolsjunov Olympiska idrottare från Ryssland                              | Aleksandr Bolsjunov Olympiska idrottare från Ryssland                              |
| Sprintstafett, fristil Detaljer...        | Norge Martin Johnsrud Sundby Johannes Høsflot Klæbo                                     | Norge Martin Johnsrud Sundby Johannes Høsflot Klæbo                                     | Olympiska idrottare från Ryssland Denis Spitsov Aleksandr Bolsjunov                                  | Olympiska idrottare från Ryssland Denis Spitsov Aleksandr Bolsjunov                                  | Frankrike Maurice Manificat Richard Jouve                                          | Frankrike Maurice Manificat Richard Jouve                                          |
| 15 km fristil Detaljer...                 | Dario Cologna Schweiz                                                                   | Dario Cologna Schweiz                                                                   | Simen Hegstad Krüger Norge                                                                           | Simen Hegstad Krüger Norge                                                                           | Denis Spitsov Olympiska idrottare från Ryssland                                    | Denis Spitsov Olympiska idrottare från Ryssland                                    |
| Skiathlon, 30 km Detaljer...              | Simen Hegstad Krüger Norge                                                              | Simen Hegstad Krüger Norge                                                              | Martin Johnsrud Sundby Norge                                                                         | Martin Johnsrud Sundby Norge                                                                         | Hans Christer Holund Norge                                                         | Hans Christer Holund Norge                                                         |
| Stafett, 4 × 10 km Detaljer...            | Norge Didrik Tønseth Martin Johnsrud Sundby Simen Hegstad Krüger Johannes Høsflot Klæbo | Norge Didrik Tønseth Martin Johnsrud Sundby Simen Hegstad Krüger Johannes Høsflot Klæbo | Olympiska idrottare från Ryssland Andrej Larkov Aleksandr Bolsjunov Aleksej Tjervotkin Denis Spitsov | Olympiska idrottare från Ryssland Andrej Larkov Aleksandr Bolsjunov Aleksej Tjervotkin Denis Spitsov | Frankrike Jean-Marc Gaillard Maurice Manificat Clément Parisse Adrien Backscheider | Frankrike Jean-Marc Gaillard Maurice Manificat Clément Parisse Adrien Backscheider |
| 50 km klassisk stil, masstart Detaljer... | Iivo Niskanen Finland                                                                   | Iivo Niskanen Finland                                                                   | Aleksandr Bolsjunov Olympiska idrottare från Ryssland                                                | Aleksandr Bolsjunov Olympiska idrottare från Ryssland                                                | Andrej Larkov Olympiska idrottare från Ryssland                                    | Andrej Larkov Olympiska idrottare från Ryssland                                    |

## Nordisk kombination
| Gren                              | Guld                                                               | Guld                                                               | Silver                                                            | Silver                                                            | Brons                                                              | Brons                                                              |
| --------------------------------- | ------------------------------------------------------------------ | ------------------------------------------------------------------ | ----------------------------------------------------------------- | ----------------------------------------------------------------- | ------------------------------------------------------------------ | ------------------------------------------------------------------ |
| Normalbacke + 10 km Detaljer...   | Eric Frenzel Tyskland                                              | Eric Frenzel Tyskland                                              | Akito Watabe Japan                                                | Akito Watabe Japan                                                | Lukas Klapfer Österrike                                            | Lukas Klapfer Österrike                                            |
| Stor backe + 10 km Detaljer...    | Johannes Rydzek Tyskland                                           | Johannes Rydzek Tyskland                                           | Fabian Rießle Tyskland                                            | Fabian Rießle Tyskland                                            | Eric Frenzel Tyskland                                              | Eric Frenzel Tyskland                                              |
| Lagtävling + 4 x 5 km Detaljer... | Tyskland Vinzenz Geiger Fabian Rießle Eric Frenzel Johannes Rydzek | Tyskland Vinzenz Geiger Fabian Rießle Eric Frenzel Johannes Rydzek | Norge Jan Schmid Espen Andersen Jarl Magnus Riiber Jørgen Graabak | Norge Jan Schmid Espen Andersen Jarl Magnus Riiber Jørgen Graabak | Österrike Wilhelm Denifl Lukas Klapfer Bernhard Gruber Mario Seidl | Österrike Wilhelm Denifl Lukas Klapfer Bernhard Gruber Mario Seidl |

## Rodel
| Gren                         | Guld                                                                   | Guld                                                                   | Silver                                                  | Silver                                                  | Brons                                                               | Brons                                                               |
| Herrarnas singel Detaljer... | David Gleirscher Österrike                                             | David Gleirscher Österrike                                             | Chris Mazdzer USA                                       | Chris Mazdzer USA                                       | Johannes Ludwig Tyskland                                            | Johannes Ludwig Tyskland                                            |
| Damernas singel Detaljer...  | Natalie Geisenberger Tyskland                                          | Natalie Geisenberger Tyskland                                          | Dajana Eitberger Tyskland                               | Dajana Eitberger Tyskland                               | Alex Gough Kanada                                                   | Alex Gough Kanada                                                   |
| Dubbel Detaljer...           | Tyskland Tobias Wendl Tobias Arlt                                      | Tyskland Tobias Wendl Tobias Arlt                                      | Österrike Peter Penz Georg Fischler                     | Österrike Peter Penz Georg Fischler                     | Tyskland Toni Eggert Sascha Benecken                                | Tyskland Toni Eggert Sascha Benecken                                |
| Mixat lag Detaljer...        | Tyskland Natalie Geisenberger Johannes Ludwig Tobias Wendl Tobias Arlt | Tyskland Natalie Geisenberger Johannes Ludwig Tobias Wendl Tobias Arlt | Kanada Alex Gough Sam Edney Tristan Walker Justin Snith | Kanada Alex Gough Sam Edney Tristan Walker Justin Snith | Österrike Madeleine Egle David Gleirscher Peter Penz Georg Fischler | Österrike Madeleine Egle David Gleirscher Peter Penz Georg Fischler |

## Short track
Damer
| Gren                             | Guld                                                       | Guld     | Silver                                                                 | Silver   | Brons                                                                             | Brons         |
| 500 meter Detaljer...            | Arianna Fontana Italien                                    | 42,569   | Yara van Kerkhof Nederländerna                                         | 43,256   | Kim Boutin Kanada                                                                 | 43,881        |
| 1 000 meter Detaljer...          | Suzanne Schulting Nederländerna                            | 1.29,778 | Kim Boutin Kanada                                                      | 1.29,956 | Arianna Fontana Italien                                                           | 1.30,656      |
| 1 500 meter Detaljer...          | Choi Min-jeong Sydkorea                                    | 2.24,948 | Li Jinyu Kina                                                          | 2.25,703 | Kim Boutin Kanada                                                                 | 2.25,834      |
| Stafett, 3 000 meter Detaljer... | Sydkorea Shim Suk-hee Choi Min-jeong Kim Ye-jin Kim A-lang | 4.07,361 | Italien Arianna Fontana Lucia Peretti Cecilia Maffei Martina Valcepina | 4.15,901 | Nederländerna Suzanne Schulting Yara van Kerkhof Lara van Ruijven Jorien ter Mors | 4.03,471 0VR0 |

Herrar
| Gren                             | Guld                                                            | Guld          | Silver                                         | Silver   | Brons                                                             | Brons    |
| 500 meter Detaljer...            | Wu Dajing Kina                                                  | 39,584 0VR0   | Hwang Dae-heon Sydkorea                        | 39,854   | Lim Hyo-jun Sydkorea                                              | 39,919   |
| 1 000 meter Detaljer...          | Samuel Girard Kanada                                            | 1.24,650      | John-Henry Krueger USA                         | 1.24,864 | Seo Yi-ra Sydkorea                                                | 1.31,619 |
| 1 500 meter Detaljer...          | Lim Hyo-jun Sydkorea                                            | 2.10,485 0OR0 | Sjinkie Knegt Nederländerna                    | 2.10,555 | Semjon Jelistratov Olympiska idrottare från Ryssland              | 2.10,687 |
| Stafett, 5 000 meter Detaljer... | Ungern Shaoang Liu Shaolin Sándor Liu Viktor Knoch Csaba Burján | 6.31,971 0OR0 | Kina Wu Dajing Han Tianyu Ren Ziwei Xu Hongzhi | 6.32.035 | Kanada Samuel Girard Charles Hamelin Charle Cournoyer Pascal Dion | 6.32,282 |

## Skeleton
| Gren               | Guld                         | Guld                         | Silver                                            | Silver                                            | Brons                          | Brons                          |
| ------------------ | ---------------------------- | ---------------------------- | ------------------------------------------------- | ------------------------------------------------- | ------------------------------ | ------------------------------ |
| Herrar Detaljer... | Yun Sung-bin Sydkorea        | Yun Sung-bin Sydkorea        | Nikita Tregubov Olympiska idrottare från Ryssland | Nikita Tregubov Olympiska idrottare från Ryssland | Dominic Parsons Storbritannien | Dominic Parsons Storbritannien |
| Damer Detaljer...  | Lizzy Yarnold Storbritannien | Lizzy Yarnold Storbritannien | Jacqueline Lölling Tyskland                       | Jacqueline Lölling Tyskland                       | Laura Deas Storbritannien      | Laura Deas Storbritannien      |

## Skidskytte
Damer
| Gren                          | Guld                                                                       | Guld                                                                       | Silver                                                        | Silver                                                        | Brons                                                                      | Brons                                                                      |
| ----------------------------- | -------------------------------------------------------------------------- | -------------------------------------------------------------------------- | ------------------------------------------------------------- | ------------------------------------------------------------- | -------------------------------------------------------------------------- | -------------------------------------------------------------------------- |
| Sprint, 7,5 km Detaljer...    | Laura Dahlmeier Tyskland                                                   | Laura Dahlmeier Tyskland                                                   | Marte Olsbu Norge                                             | Marte Olsbu Norge                                             | Veronika Vítková Tjeckien                                                  | Veronika Vítková Tjeckien                                                  |
| Jaktstart, 10 km Detaljer...  | Laura Dahlmeier Tyskland                                                   | Laura Dahlmeier Tyskland                                                   | Anastasija Kuzmina Slovakien                                  | Anastasija Kuzmina Slovakien                                  | Anaïs Bescond Frankrike                                                    | Anaïs Bescond Frankrike                                                    |
| Masstart, 12,5 km Detaljer... | Anastasija Kuzmina Slovakien                                               | Anastasija Kuzmina Slovakien                                               | Darja Domratjeva Belarus                                      | Darja Domratjeva Belarus                                      | Tiril Eckhoff Norge                                                        | Tiril Eckhoff Norge                                                        |
| Distans, 15 km Detaljer...    | Hanna Öberg Sverige                                                        | Hanna Öberg Sverige                                                        | Anastasija Kuzmina Slovakien                                  | Anastasija Kuzmina Slovakien                                  | Laura Dahlmeier Tyskland                                                   | Laura Dahlmeier Tyskland                                                   |
| Stafett, 4 × 6 km Detaljer... | Belarus Nadzeja Skardzina Iryna Kryuko Dzinara Alimbekava Darja Domratjeva | Belarus Nadzeja Skardzina Iryna Kryuko Dzinara Alimbekava Darja Domratjeva | Sverige Linn Persson Mona Brorsson Anna Magnusson Hanna Öberg | Sverige Linn Persson Mona Brorsson Anna Magnusson Hanna Öberg | Frankrike Anaïs Chevalier Marie Dorin Habert Justine Braisaz Anaïs Bescond | Frankrike Anaïs Chevalier Marie Dorin Habert Justine Braisaz Anaïs Bescond |

Herrar
| Gren                            | Guld                                                                      | Guld                                                                      | Silver                                                                        | Silver                                                                        | Brons                                                         | Brons                                                         |
| ------------------------------- | ------------------------------------------------------------------------- | ------------------------------------------------------------------------- | ----------------------------------------------------------------------------- | ----------------------------------------------------------------------------- | ------------------------------------------------------------- | ------------------------------------------------------------- |
| Sprint, 10 km Detaljer...       | Arnd Peiffer Tyskland                                                     | Arnd Peiffer Tyskland                                                     | Michal Krčmář Tjeckien                                                        | Michal Krčmář Tjeckien                                                        | Dominik Windisch Italien                                      | Dominik Windisch Italien                                      |
| Jaktstart, 12,5 km Detaljer...  | Martin Fourcade Frankrike                                                 | Martin Fourcade Frankrike                                                 | Sebastian Samuelsson Sverige                                                  | Sebastian Samuelsson Sverige                                                  | Benedikt Doll Tyskland                                        | Benedikt Doll Tyskland                                        |
| Masstart, 15 km Detaljer...     | Martin Fourcade Frankrike                                                 | Martin Fourcade Frankrike                                                 | Simon Schempp Tyskland                                                        | Simon Schempp Tyskland                                                        | Emil Hegle Svendsen Norge                                     | Emil Hegle Svendsen Norge                                     |
| Distans, 20 km Detaljer...      | Johannes Thingnes Bø Norge                                                | Johannes Thingnes Bø Norge                                                | Jakov Fak Slovenien                                                           | Jakov Fak Slovenien                                                           | Dominik Landertinger Österrike                                | Dominik Landertinger Österrike                                |
| Stafett, 4 × 7,5 km Detaljer... | Sverige Peppe Femling Jesper Nelin Sebastian Samuelsson Fredrik Lindström | Sverige Peppe Femling Jesper Nelin Sebastian Samuelsson Fredrik Lindström | Norge Lars Helge Birkeland Tarjei Bø Johannes Thingnes Bø Emil Hegle Svendsen | Norge Lars Helge Birkeland Tarjei Bø Johannes Thingnes Bø Emil Hegle Svendsen | Tyskland Erik Lesser Benedikt Doll Arnd Peiffer Simon Schempp | Tyskland Erik Lesser Benedikt Doll Arnd Peiffer Simon Schempp |

Mix
| Gren                   | Guld                                                                       | Guld                                                                       | Silver                                                                   | Silver                                                                   | Brons                                                              | Brons                                                              |
| ---------------------- | -------------------------------------------------------------------------- | -------------------------------------------------------------------------- | ------------------------------------------------------------------------ | ------------------------------------------------------------------------ | ------------------------------------------------------------------ | ------------------------------------------------------------------ |
| Mixstafett Detaljer... | Frankrike Marie Dorin Habert Anaïs Bescond Simon Desthieux Martin Fourcade | Frankrike Marie Dorin Habert Anaïs Bescond Simon Desthieux Martin Fourcade | Norge Marte Olsbu Tiril Eckhoff Johannes Thingnes Bø Emil Hegle Svendsen | Norge Marte Olsbu Tiril Eckhoff Johannes Thingnes Bø Emil Hegle Svendsen | Italien Lisa Vittozzi Dorothea Wierer Lukas Hofer Dominik Windisch | Italien Lisa Vittozzi Dorothea Wierer Lukas Hofer Dominik Windisch |

## Snowboard
Damer
| Gren                            | Guld                   | Guld                   | Silver                                    | Silver                                    | Brons                               | Brons                               |
| ------------------------------- | ---------------------- | ---------------------- | ----------------------------------------- | ----------------------------------------- | ----------------------------------- | ----------------------------------- |
| Boardercross Detaljer...        | Michela Moioli Italien | Michela Moioli Italien | Julia Pereira de Sousa Mabileau Frankrike | Julia Pereira de Sousa Mabileau Frankrike | Eva Samková Tjeckien                | Eva Samková Tjeckien                |
| Halfpipe Detaljer...            | Chloe Kim USA          | Chloe Kim USA          | Liu Jiayu Kina                            | Liu Jiayu Kina                            | Arielle Gold USA                    | Arielle Gold USA                    |
| Parallellstorslalom Detaljer... | Ester Ledecká Tjeckien | Ester Ledecká Tjeckien | Selina Jörg Tyskland                      | Selina Jörg Tyskland                      | Ramona Theresia Hofmeister Tyskland | Ramona Theresia Hofmeister Tyskland |
| Slopestyle Detaljer...          | Jamie Anderson USA     | Jamie Anderson USA     | Laurie Blouin Kanada                      | Laurie Blouin Kanada                      | Enni Rukajärvi Finland              | Enni Rukajärvi Finland              |
| Big air Detaljer...             | Anna Gasser Österrike  | Anna Gasser Österrike  | Jamie Anderson USA                        | Jamie Anderson USA                        | Zoi Sadowski-Synnott Nya Zeeland    | Zoi Sadowski-Synnott Nya Zeeland    |

Herrar
| Gren                            | Guld                      | Guld                      | Silver                   | Silver                   | Brons                       | Brons                       |
| ------------------------------- | ------------------------- | ------------------------- | ------------------------ | ------------------------ | --------------------------- | --------------------------- |
| Boardercross Detaljer...        | Pierre Vaultier Frankrike | Pierre Vaultier Frankrike | Jarryd Hughes Australien | Jarryd Hughes Australien | Regino Hernández Spanien    | Regino Hernández Spanien    |
| Halfpipe Detaljer...            | Shaun White USA           | Shaun White USA           | Ayumu Hirano Japan       | Ayumu Hirano Japan       | Scotty James Australien     | Scotty James Australien     |
| Parallellstorslalom Detaljer... | Nevin Galmarini Schweiz   | Nevin Galmarini Schweiz   | Lee Sang-ho Sydkorea     | Lee Sang-ho Sydkorea     | Žan Košir Slovenien         | Žan Košir Slovenien         |
| Slopestyle Detaljer...          | Redmond Gerard USA        | Redmond Gerard USA        | Max Parrot Kanada        | Max Parrot Kanada        | Mark McMorris Kanada        | Mark McMorris Kanada        |
| Big air Detaljer...             | Sebastien Toutant Kanada  | Sebastien Toutant Kanada  | Kyle Mack USA            | Kyle Mack USA            | Billy Morgan Storbritannien | Billy Morgan Storbritannien |